# Syrphetodes nodosalis
Syrphetodes nodosalis is een keversoort uit de familie Ulodidae. De wetenschappelijke naam van de soort is voor het eerst geldig gepubliceerd in 1904 door Broun.